# 「けいおん!」イメージソング
「「けいおん!」イメージソング」は、2009年6月17日からポニーキャニオンよりリリースされているテレビアニメ『けいおん!』の一連のシングルである。
2010年9月21日よりリリースされている「「けいおん!!」イメージソング」についても扱う。

## 「けいおん!」イメージソング
概要
『けいおん!』のキャラクターソング・シングルであり、それぞれに各キャラクターの楽曲が収録されている。2009年6月17日に「平沢唯」と「秋山澪」の2作、8月26日に「田井中律」と「琴吹紬」と「中野梓」の3作、10月21日に「平沢憂」と「真鍋和」の2作がそれぞれ発売された。内容はキャラクターソング3曲とそれぞれの楽曲のインストルメンタルの計6曲。1曲目はキャラクターが作中で担当している楽器をフィーチャーした楽曲、2曲目はキャラクターのイメージソング、3曲目は『けいおん!』のWEBラジオ『らじおん!』内でパーソナリティたちが練習していた楽曲『レッツゴー』のソロバージョンとなっている。ただし、『レッツゴー』の憂と和のバージョンは収録されていない。
ジャケットは『けいおん!』総作画監督の堀口悠紀子書き下ろしデザインで、CD盤面も同様のイラストがプリントされている。
オリコン集計において、6月17日発売の「平沢唯」と「秋山澪」の2作は、主題歌「Cagayake!GIRLS」と「Don't say "lazy"」、および劇中歌「ふわふわ時間」の3作に続く高順位を記録した。「秋山澪」は、キャラクターソング・シングルとしての最高初動売上記録を達成するとともに、当時の累計売上枚数の歴代1位を記録した。また「平沢唯」も、初動・累計ともに「秋山澪」に次ぐ歴代2位（当時）を記録した。
8月26日発売の「田井中律」「琴吹紬」「中野梓」の3作も、それまでの各作品に続いて高順位を記録し、オリコン史上初となる同一アニメのキャラクターソングによる週間チャート3作同時トップ10入りの快挙を成し遂げた。これにより、それまで最高であった『マクロスF』のキャラクターソング、『けいおん!』の主題歌およびキャラクターソングなどによる2作同時トップ10入りの記録を更新した。なお、デイリー初登場となった2009年8月25日付のチャートでは、3作揃ってのトップ5入りを果たした。
2009年9月7日付の週間チャートでは、『けいおん!』の関連シングル8作が同週の100位以内にランクインし、200位以内では劇中歌も含めた既存シングル全9作がランクインした。
10月21日発売の「平沢憂」「真鍋和」の2作も週間チャートにおいて同時トップ10入りを記録し、『けいおん!』に関連するシングル11作品全てがオリコンチャートでトップ10入りとなった。
2010年9月30日に発売されたPSP用ゲームソフト「けいおん! 放課後ライブ!!」において、憂と和を除く全てのキャラクターソングが攻略対象曲として使用されている。
2013年3月20日に発売された『K-ON! MUSIC HISTORY'S BOX』で、「中野梓」までの楽曲（『レッツゴー』各ソロVer.含む）がディスク6に、「平沢憂」「真鍋和」の楽曲がディスク8に収録されている。なお、Instrumentalは未収録。

### 平沢唯
2009年6月17日に「秋山澪」と同時発売。
1. ギー太に首ったけ [3分31秒]
作詞：大森祥子 作曲／編曲：Tom-H@ck
平沢唯の担当楽器・ギターをフィーチャー。なお「ギー太」は唯が自分のギターにつけた愛称である。
2. Sunday Siesta [3分36秒]
作詞：大森祥子 作曲／編曲：百石元
歌詞に「アルファルファ」という単語があり、同CDのCMナレーションでもこの単語が使用されている。
3. 『レッツゴー』（唯Ver.）[1] [4分09秒]
作詞：KANATA 作曲／編曲：Tom-H@ck
4. ギー太に首ったけ （instrumental）
5. Sunday Siesta （instrumental）
6. 『レッツゴー』 （instrumental）

### 秋山澪
2009年6月17日に「平沢唯」と同時発売。
1. Heart Goes Boom!! [3分36秒]
作詞：大森祥子 作曲／編曲：前澤寛之
秋山澪の担当楽器・ベースをフィーチャー。
2. Hello Little Girl [4分42秒]
作詞：大森祥子 作曲：芦沢和則 編曲：小森茂生
3. 『レッツゴー』（澪Ver.）[1] [4分11秒]
作詞：KANATA 作曲／編曲：Tom-H@ck
4. Heart Goes Boom!! （instrumental）
5. Hello Little Girl （instrumental）
6. 『レッツゴー』 （instrumental）

### 田井中律
2009年8月26日に「琴吹紬」「中野梓」と同時発売。
1. Girly Storm 疾走 Stick [3分34秒]
作詞：大森祥子 作曲／編曲：Tom-H@ck
田井中律の担当楽器・ドラムをフィーチャー。
2. 目指せハッピー100%↑↑↑ [3分16秒]
作詞：大森祥子 作曲／編曲：百石元
3. 『レッツゴー』（律Ver.）[1] [4分09秒]
作詞：KANATA 作曲／編曲：Tom-H@ck
4. Girly Storm 疾走 Stick （instrumental）
5. 目指せハッピー100%↑↑↑ （instrumental）
6. 『レッツゴー』 （instrumental）

### 琴吹紬
2009年8月26日に「田井中律」「中野梓」と同時発売。
1. Dear My Keys 〜鍵盤の魔法〜 [4分38秒]
作詞：大森祥子 作曲／編曲：小森茂生
琴吹紬の担当楽器・キーボードをフィーチャー。
2. Humming Bird [3分48秒]
作詞：大森祥子 作曲／編曲：岡ナオキ
3. 『レッツゴー』（紬Ver.）[1] [4分09秒]
作詞：KANATA 作曲／編曲：Tom-H@ck
4. Dear My Keys 〜鍵盤の魔法〜 （instrumental）
5. Humming Bird （instrumental）
6. 『レッツゴー』 （instrumental）

### 中野梓
2009年8月26日に「田井中律」「琴吹紬」と同時発売。
1. じゃじゃ馬Way To Go [4分27秒]
作詞：大森祥子 作曲／編曲：Tom-H@ck
中野梓の担当楽器・ギターをフィーチャー。
2. 私は私の道を行く [3分16秒]
作詞：大森祥子 作曲／編曲：Tom-H@ck
3. 『レッツゴー』（梓Ver.）[1] [4分09秒]
作詞：KANATA 作曲／編曲：Tom-H@ck
4. じゃじゃ馬Way To Go （instrumental）
5. 私は私の道を行く （instrumental）
6. 『レッツゴー』 （instrumental）

### 平沢憂
2009年10月21日に「真鍋和」と同時発売。
1. Lovely Sister LOVE [4分36秒]
作詞：大森祥子 作曲：田村信二 編曲：小森茂生
2. Oui!愛言葉 [3分59秒]
作詞：大森祥子 作曲：田村信二 編曲：百石元
3. Lovely Sister LOVE （instrumental）
4. Oui!愛言葉 （instrumental）

### 真鍋和
2009年10月21日に「平沢憂」と同時発売。
1. Coolly Hotty Tension Hi!! [3分54秒]
作詞：大森祥子 作曲／編曲：川口進 編曲：小森茂生
2. プロローグ [4分35秒]
作詞：大森祥子 作曲／編曲：前澤寛之
3. Coolly Hotty Tension Hi!! （instrumental）
4. プロローグ （instrumental）

## 「けいおん!!」イメージソング
概要
テレビアニメ第2期『けいおん!!』のキャラクターソング・シングル。2010年9月21日に「平沢唯」と「秋山澪」の2作、同年11月17日には「田井中律」、「琴吹紬」、「中野梓」の3作、および2011年1月19日には「平沢憂」、「真鍋和」、「鈴木純」の3作が発売された。
2010年9月20日付のオリコン・シングルデイリーチャートにて「秋山澪」が1位、「平沢唯」が2位を記録した。
『Come with Me!!』は、全キャラクター分収録される。ちなみに、「平沢憂」、「真鍋和」の2作については、コーラスが増えている。
2013年3月20日に発売された『K-ON! MUSIC HISTORY'S BOX』で、「中野梓」までの楽曲がディスク7に、「平沢憂」「真鍋和」「鈴木純」の楽曲がディスク8に収録されている（『Come with Me!!』各ソロVer.含む）。なお、Instrumentalは未収録。

### 平沢唯（第2期）
2010年9月21日に「秋山澪」と同時発売。
1. Oh My ギー太!! [4:10]
作詞：大森祥子 作曲、編曲：Tom-H@ck
平沢唯の担当楽器・ギターをフィーチャー。
2. しあわせ日和 [3:41]
作詞：大森祥子 作曲：前澤寛之 編曲：百石元
3. Come with Me!!（唯Ver.）
作詞：hotaru 作曲、編曲：小森茂生
4. Oh My ギー太!! （instrumental）
5. しあわせ日和 （instrumental）
6. Come with Me!! （instrumental）

### 秋山澪（第2期）
2010年9月21日に「平沢唯」と同時発売。
1. 青春Vibration [3:34]
作詞：大森祥子、作曲・編曲：前澤寛之
秋山澪の担当楽器・ベースをフィーチャー。
2. 蒼空のモノローグ [4:25]
作詞：大森祥子、作曲：前澤寛之 編曲：小森茂生
3. Come with Me!!（澪Ver.）
作詞：hotaru、作曲・編曲：小森茂生
4. 青春Vibration （instrumental）
5. 蒼空のモノローグ （instrumental）
6. Come with Me!! （instrumental）

### 田井中律（第2期）
2010年11月17日に「琴吹紬」「中野梓」と同時発売。
1. Drumming Shining My Life [3:22]
作詞：大森祥子、作曲・編曲：Tom-H@ck
田井中律の担当楽器・ドラムをフィーチャー。
2. 夕空ア・ラ・カルト [4:05]
作詞：大森祥子、作曲・編曲：小森茂生
3. Come with Me!!（律Ver.） [3:30]
作詞：hotaru、作曲・編曲：小森茂生
4. Drumming Shining My Life （instrumental）
5. 夕空ア・ラ・カルト （instrumental）
6. Come with Me!! （instrumental）

### 琴吹紬（第2期）
2010年11月17日に「田井中律」「中野梓」と同時発売。第1期、第2期通じて唯一のオリコン週間11位以下となった。
1. Diaryはフォルテシモ [3:50]
作詞：大森祥子、作曲：川口進、編曲：小森茂生
琴吹紬の担当楽器・キーボードをフィーチャー。
2. 野性の情熱 [4:35]
作詞：大森祥子、作曲・編曲：小森茂生
3. Come with Me!!（紬Ver.） [3:30]
作詞：hotaru、作曲・編曲：小森茂生
4. Diaryはフォルテシモ （instrumental）
5. 野性の情熱 （instrumental）
6. Come with Me!! （instrumental）

### 中野梓（第2期）
2010年11月17日に「田井中律」「琴吹紬」と同時発売。
1. Over the Starlight [4:05]
作詞：大森祥子、作曲・編曲：Tom-H@ck
中野梓の担当楽器・ギターをフィーチャー。
2. Joyful Todays [3:07]
作詞：大森祥子、作曲・編曲：Tom-H@ck
3. Come with Me!!（梓Ver.） [3:30]
作詞：hotaru、作曲・編曲：小森茂生
4. Over the Starlight （instrumental）
5. Joyful Todays （instrumental）
6. Come with Me!! （instrumental）

### 平沢憂（第2期）
2011年1月19日に「真鍋和」「鈴木純」と同時発売。
1. ウキウキNew! My Way
作詞：大森祥子、作曲：川口進、編曲：小森茂生
2. Shiny GEMS
作詞：大森祥子、作曲：田村信二、編曲：百石元
3. Come with Me!!（憂Ver.） [3:30]
作詞：hotaru、作曲・編曲：小森茂生
4. ウキウキNew! My Way （instrumental）
5. Shiny GEMS （instrumental）
6. Come with Me!! （instrumental）

### 真鍋和（第2期）
2011年1月19日に「平沢憂」「鈴木純」と同時発売。
1. Jump
作詞：大森祥子、作曲・編曲：Tom-H@ck
2. ひだまりLiving
作詞：大森祥子、作曲・編曲：前澤寛之
3. Come with Me!!（和Ver.） [3:30]
作詞：hotaru、作曲・編曲：小森茂生
4. Jump （instrumental）
5. ひだまりLiving （instrumental）
6. Come with Me!! （instrumental）

### 鈴木純
2011年1月19日に「平沢憂」「真鍋和」と同時発売。鈴木純のキャラクターソングは本作で初。ただし、発売された商品の一部のブックレットに、記載された楽曲名と歌詞が「真鍋和」の物となっているものが存在したため、自主回収（交換）が行われている。
1. 純情Bomber!!
作詞：大森祥子、作曲・編曲：小森茂生
2. Midnight スーパースター☆☆☆
作詞：大森祥子、作曲・編曲：Tom-H@ck
3. Come with Me!!（純Ver.） [3:30]
作詞：hotaru、作曲・編曲：小森茂生
4. 純情Bomber!! （instrumental）
5. Midnight スーパースター☆☆☆ （instrumental）
6. Come with Me!! （instrumental）